# The Stormies
The Stormies — первая греческая супергруппа, исполнявшая музыкальные композиции в стилях рок и бит. Все участники проекта получили известность или до The Stormies, или в группах, существовавших параллельно. Ансамбль был примечателен ещё и тем, что в музыкальном плане это был первый греческий рок-коллектив, который стал использовать гитарные соло, которые к тому же были усилены применением различных эффектов типа «Фузз». Ещё одной отличительной особенностью было использование двух барабанщиков. Самым известным исполнителем в составе коллектива был Демис Руссос.

## История

### Создание группы
В начале 1965 года один из наиболее известных греческих менеджеров и продюсеров Никос Масторакис прекратил своё сотрудничество с наиболее известным и успешным на тот момент греческим рок-коллективом The Forminx. Одной из целей создания группы была организация коллектива, который бы смог успешно противостоять и конкурировать с лидерами греческой рок-музыки первой половины 1960-х — группой The Forminx, причём Никос говорил, что Stormies являются примером группы, созданной для «возмездия, а не из-за нужды», подразумевая, что природа «возмездия» заключалась в том, чтобы «превзойти любую группу, с которой вы были вне игры».
Используя свою известность и большой уровень влияния на греческую рок-культуру, в том числе и за счёт того, что Масторакис не только продюсировал группы, но и писал для многих из них тексты песен, он решил собрать первую в стране супергруппу, музыканты которой были бы так или иначе известны и имели бы опыт выступления в других популярных коллективах. Центральной фигурой в группе стал Тимиос Петру, который был хорошо знаком Никосу, так как начинал в качестве основного вокалиста и гитариста The Forminx, но из-за творческих разногласий вынужденный покинуть группу (Тимиос стремился к более жёсткому и гитарному звуку, в отличие от Вангелиса, который делал ставку на более мягкое звучание с акцентом на клавиши). «Золотой» состав группы был:
- Алекос Гликас (англ. Alekos Glykas, греч. Αλέκος Γλύκας) — Гитара (из The Charms)
- Спирос Метаксас (англ. Spyros Metaxas, греч. Σπύρος Μεταξάς) — Бас, Гитара, Вокал (из We Five и The Sound)
- Тимиос Петру (англ. Thimios Petrou, греч. Θύμιος Πέτρου) — Вокал, гитара (из The Forminx и The Minis)
- Макис Салиарис (англ. Makis Saliaris, греч. Μάκης Σαλιάρης) — Барабаны, ударные (из We Five)
- Лукас Сидерас (англ. Lucas Sideras, греч. Λουκάς Σιδεράς) — (из The Minis в последующем Aphrodite’s Child)

Кроме этих музыкантов в составе группы в разное время играли
- Демис Руссос (англ. Demis Roussos) — Бас
- Панайотис Захариу (англ. Panagiotis Zachariou, греч. Παναγιώτης Ζαχαρίου) — Бас
- Костас Каридас (англ. Kostas Karydas, греч. Κώστας Καρύδας) — Вокал
- Никос Игнатиадис(англ. Nikos Ignatiadis, греч. Νίκος Ιγνατιάδης) — клавишные, электроорган.

Демис Руссос стал самым известным участником коллектива, хотя появился в составе группы незадолго до её распада, поэтому он не оказывал значительного влияния на её творчество. Во время выступлений Руссос не пел, а только играл на бас-гитаре. Известен случай, когда перед концертом у Тимиоса Петру из-за ларингита пропал голос. В качестве вокалиста было принято решение использовать Демиса Руссоса. Исполняли только одну, но очень знаменитую, песню «Дом восходящего Солнца». Только после того, как Демису пообещали выключить свет, чтобы никто не видел вокалиста, он согласился спеть, так как очень стеснялся своего голоса, к тому же, по его собственному мнению, его голос не соответствовал формату песни. В итоге выступление состоялось в полумраке, хотя Масторакис отмечал что Руссос исполнил песню неудачно.

## 1965—1966 годы
Первый сингл группа записала довольно быстро. Это была 45-скоростная пластинка с двумя песнями Dilly dilly и Teenager’s love — композитор Спирос Метаксас, автор текстов Никос Масторакис. В октябре 1965 года The Stormies сотрудничали с Зои Курокли и выпустили сингл, который содержал композиции The girl of ye ye и Let’s shake together, но Метаксаса на этой записи уже не было, потому что он находится в армии, и его место занял Панайотис Захариу. Какое-то время Спирос мог совмещать службу и игру в группе, но постепенно политическая обстановка в Греции начала обостряться. В конце 1965 отец Макиса Салиариса арендует помещение для клуба, который получает название как и сама группа The Stormies.
Клуб стал основной площадкой для выступлений. В 1966 году выходит последний сингл группы Try, try, try и Drum in the storm. Композиция «Попробуй Попробуй Попробуй» стала чрезвычайно популярной гаражной песней 1960-х. Официально автором музыки числится Метаксас, однако он в это время был в армии, и за него соло играл Гликас.
31 декабря 1965 года было записано последнее видео группы в сильнейшем составе. 2 января 1966 года группа участвует в большом концерте в Салониках. На основном вокале был Петру, а вот главный гитарист группы Метаксас хотя и присутствовал в зале, но в концерте участия не принимал. Вскоре угроза оказаться в армии нависла и над остальными участниками, и в итоге группа была расформирована. В мае 1966 года Гликас сделал попытку реформировать остатки коллектива и собирал последний состав, в который кроме него вошли Никос Игнатиадис, Макис Салиарис и Демис Руссос. Однако, просуществовав несколько недель, группа распалась окончательно.

## Дискография
Singles
| Список песен                                           | Лейбл     | Номер в каталоге | Год издания |
| ------------------------------------------------------ | --------- | ---------------- | ----------- |
| Dilly Dilly / Teenagers Love (7", Single)              | Music-Box | MB 567           | 1965        |
| Zoe* And The Stormies — Let’s Shake, Baby (7", Single) | Pan-Vox   | PAN 6052         | 1966        |
| Try — Try — Try / Drums In The Storm (7", Single)      | Pan-Vox   | PAN 6054         | 1966        |

Наиболее известные сборники
| Песня и название сборника в который она входила                                                 | Формат                    | Лейбл                            | Номер в каталоге                 | Год издания |
| ----------------------------------------------------------------------------------------------- | ------------------------- | -------------------------------- | -------------------------------- | ----------- |
| The Girl Of Ye Ye Various — Oldies But Goodies No 7                                             | (Cass, Comp)              | Pan-Vox                          | TC-PVC 16313                     | 1982        |
| The Girl Of Ye Ye Various — Oldies But Goodies No 7                                             | (LP, Comp)                | Pan-Vox                          | X 33 SPV 16313, SPV 16313        | 1982        |
| The Girl Of Ye Ye Various — Oldies But Goodies No 7                                             | (CD, Comp)                | Pan-Vox, Music Box International | SPV 16313                        | 1996        |
| The Girl Of Ye Ye Various — Oldies But Goodies No 7                                             | (CD, Comp, RE)            | Music Box International          | CD 16313                         | 2004        |
| Let’s Shake Baby Various — Μοντερνοι Ρυθμοι Του 60                                              | (LP, Comp)                | Pan-Vox                          | X 33 SPV16349, X33 16349         | 1986        |
| Let’s Shake Baby Various — Μοντερνοι Ρυθμοι Του 60                                              | (Cass, Comp)              | Pan-Vox                          | TC SPV16349                      | 1986        |
| The Girl Of Yeye Various — Χρυσή Δεκαετία Του 60                                                | (2xCass, 2xLP, Comp, RE)  | Pan-Vox                          | SPV 16366/67                     | 1988        |
| The Girl Of Ye Ye Various — Λεωφορείον Η Μελωδία                                                | (2xCass, Comp, CD, (2xLP) | Music Box International          | MBI 10505.6                      | 1991        |
| Drums In The Storm Various — Greek Garage Bands Of 60’s                                         | (LP, Comp)                | Music Box International          | MBI 10489, M.B.I. 10489          | 1991        |
| Try Try Try Various — Μοντέρνοι Ρυθμοί / 72 Χρυσές Ελληνικές Επιτυχίες των 60’s & 70’s          | (4xCD, Comp, Club)        | Compact Disc Club                | Collector’s Edition 14           | 1998        |
| Teenagers' Love Various — Six Miles From The Cage Vol.2                                         | (LP, Comp, Ltd, Num)      | Modal Records                    | MD 102                           | 2000        |
| Try Try Try Various — Το Πάρτυ Της Ζωής Μας 60’s — CD1                                          | (CD, Comp)                | Music Box International          | CD 10918                         | 2002        |
| Try Try Try Various — Το Πάρτυ Της Ζωής Μας                                                     | (4xCD, Comp)              | Music Box International          | 7028, 10918, 10919, 10920, 10921 | 2002        |
| Try Try Try Various — Oldies But Goodies 10                                                     | (CD, Comp)                | Music Box International          | CD 16602                         | 2004        |
| Girl Of Ye Ye Various — Worldbeaters Volume 5                                                   | (CD, Comp)                | Krazy World, Krazy World         | KW005, 005                       | 2006        |
| Dilly-Dilly (as Stormies) Various — Greek Beat Greats (Wildworld Volume 4)                      | (CD, Comp, Unofficial)    | Gyro Recording Inc               | GR10003, 1003                    | 2007        |
| The Girl Of Ye Ye Various — Τα Γιε-γιέδικα Νο1                                                  | (2xCD, Comp)              | Music Box International          | MUSIC BOX 18019                  | 2007        |
| Try Try Try Various — Τα Γιε-γιέδικα Νο2                                                        | (2xCD, Comp)              | Music Box International          | MUSIC BOX 18019                  | 2007        |
| The Girl Of Ye Ye (Chica Ye Ye) Various — Sixties Garage Bands (Τα Πρώτα Ελληνικά Συγκροτήματα) | (2xCD, Comp)              | Music Box International          | MUSIC BOX 3301173115             | 2008        |
| The Girl Of Ye Ye (Chica Ye Ye) Various — Oldies But Goodies CD 4                               | (CD, Comp)                | Not On Label                     | 1702158                          | 2010        |
| The Girl Of Ye Ye Various — Τα Γιε-γιέδικα                                                      | (4xCD, Comp)              | Music Box International          | 3301173781                       | 2010        |

## Фильмография
- Να ζει κανείς ή να μη ζει (1966 год) Zoe and The Stormies[14]